# Walerij Briusow

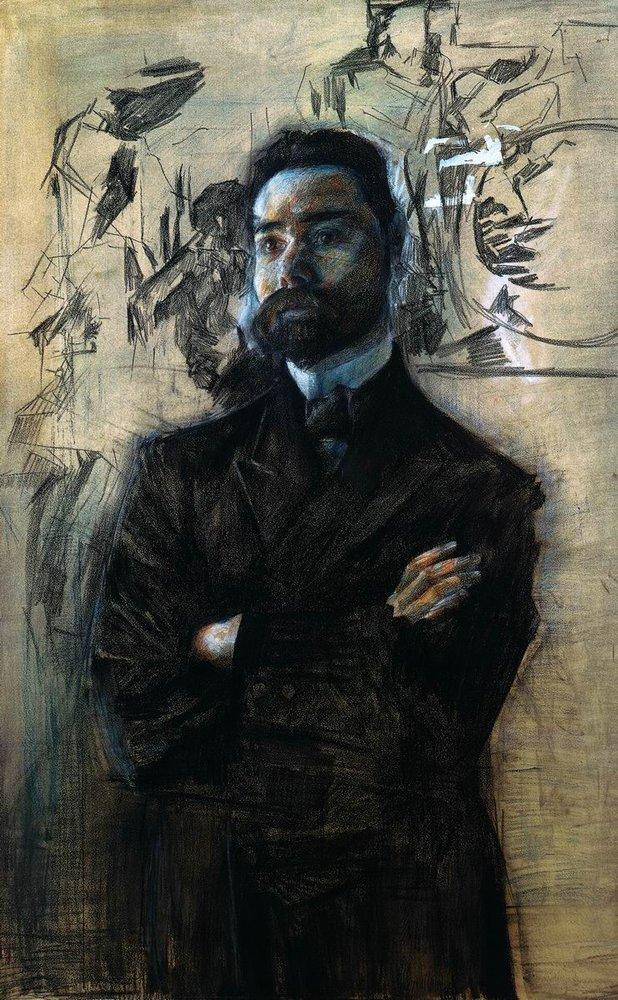
Portret Briusowa autorstwa M. Wrubela, 1906

Walerij Jakowlewicz Briusow (ros. Валерий Яковлевич Брюсов; ur. 1 grudnia?/13 grudnia 1873 w Moskwie, Imperium Rosyjskie, zm. 9 października 1924 w Moskwie, Rosyjska Federacyjna SRR) – rosyjski pisarz, uważany za jednego z twórców i przywódców rosyjskiego symbolizmu. Znany tłumacz literatury francuskiej i ormiańskiej. Tworzył dzieła historyczne (Ognisty anioł) i urbanistyczne, a także eseje, opowiadania i powieści.

## Życiorys

### Dzieciństwo i młodość
Na świat przyszedł w zamożnej rodzinie kupieckiej. W 1899 roku ukończył studia z historii na Uniwersytecie Moskiewskim. W latach 90. XIX wieku ujawnił się jako organizator i przodownik symbolistów, promując wzorce nowej twórczości poetyckiej.

### Twórczość
Briusow był określany mianem starszych symbolistów (pierwsze pokolenie zwolenników nowej poezji). W 1894 roku pod jego redakcją zostały opublikowane zbiory utworów "Symboliści rosyjscy". W przeciwieństwie do pozostałych symbolistów, nie godził się z tezą, że cechą zasadniczą nowego prądu są treści mistyczne. Twierdził, że zadaniem literatury jest wyjawienie indywidualności artysty. W jego koncepcji symbolizm jest wyłącznie poezją nastrojów.
Po 1900 roku program estetyczny poety uległ przekształceniu. Uznany za wodza symbolizmu rosyjskiego Briusow nadal negował jego treści mistyczne. Jego postulatem było "przetwarzanie rzeczywistości". W okresie dojrzałym, pod wpływem parnasizmu i neoklasycyzmu, zreformował swoją poetykę. Jego wiersze pozbawione zostały emocjonalnej bezpośredniości. Jego poezja była nacechowana retoryką i patosem, stosował kontrastowe przeciwstawienia.

### Związki Briusowa z Polską
W 1914 roku rosyjski poeta przyjechał do Warszawy jako dziennikarz, członek redakcji periodyku „Russkije wiedomosti”. Napisał wtenczas wiersz "Do Polski". W czasie delegacji nawiązał kontakt z Edwardem Słońskim, warszawskim dentystą, poetą i działaczem socjalistycznym, u którego leczył zęby. Słoński tłumaczył utwory Briusowa na język polski. Spod jego pióra wyszły także dwa sonety do rosyjskiego symbolisty, za co Briusow zrewanżował się Słońskiemu swoimi wierszami.
Sytuacja wojenna w Warszawie, wynikająca z przejęcia miasta przez Niemców zmusiła poetę-dziennikarza do wyjazdu. W czerwcu 1915 roku Briusow wyjechał z Warszawy. Napisał 8 utworów literackich na temat Polski.

## Twórczość

### Zbiory wierszy
- 1894–1895 – Russkije simwolisty (ros. Русские символисты) – zbiór wierszy paru pisarzy, w tym Briusowa
- 1895 – Juvenilia (ros. Juvenilia) – pierwszy autorski zbiór wierszy
- 1894–1896 – Chefs d’oeuvre (ros. Chefs d’oeuvre)
- 1896-1897 – Me eum esse (ros. Me eum esse)
- 1900 – Tertia Vigilia (ros. Tertia Vigilia)
- 1903 – Urbi et Orbi (ros. Urbi et Orbi)
- 1906 – Stephanos (ros. Στεφανος)
- 1906-1909 – Wsie napiewy (ros. Все напевы)
- 1909-1912 – Zierkało tieniej (ros. Зеркало теней)
- 1913 – Stichi Nielli (ros. Стихи Нелли)
- 1913-1915 – Siem' cwietow radugi (ros. Семь цветов радуги)
- 1914-1916 – Nowyje stichi Nielli (ros. Новые стихи Нелли)
- 1915-1917 – Diewiataja kamiena (ros. Девятая камена)
- 1917 – Sny czełowieczestwa (ros. Сны человечества)
- 1912–1918 – Opyty po mietrikie i ritmikie, po jewfonii i sozwuczijam, po strofikie i formam (ros. Опыты по метрике и ритмике, по евфонии и созвучиям, по строфике и формам)
- 1917-1919 – Poslednije mieczty (ros. Последние мечты)
- 1921 – W takije dni (ros. В такие дни)
- 1922:
  - Mig (ros. Миг)
  - Dali (ros. Дали)
- 1924 – Miea (Spieszy!) (ros. Mea (Спеши!))
- 1924 – ZSFSR (ros. ЗСФСР)

### Dramaty
- 1893 – Diekadienty (Koniec stoletija) (ros. Декаденты (Конец столетия))
- 1904 – Ziemla (ros. Земля)

### Powieści
- 1908 – Ognisty anioł[6] (ros. Огненный ангел)
- 1913 – Ałtar' pobiedy (ros. Алтарь победы)
- 1916 – Jupitier powierżennyj (ros. Юпитер поверженный)
- 1916 – Rea Silvia (ros. Рея Сильвия)
- 1922 – Krugozor (ros. Кругозор)
- 1975 – Góra Gwiazdy[7] (ros. Гора Звезды)

### Opowiadania[8]
- 1902:
  - W zwierciadle (ros. В зеркале)
  - Teraz, kiedy się obudziłem (ros. Теперь, – когда я проснулся...)
  - „Bemol" (ros. Бемоль)
- Marmurowa główka (ros. Мраморная головка)
- 1903:
  - Obrona (ros. Защита)
  - Pierwsza miłość (ros. Первая любовь)
- 1905 – Republika Krzyża Południowego (ros. Республика Южного Креста)
- 1906:
  - Siostry (ros. Сестры)
  - W podziemnym więzieniu (ros. В подземной тюрьме)
- 1907:
  - Ostatni męczennicy (ros. Последние мученики)
  - W wieży (ros. В башне)
- 1908 – Wosstanije maszyn (ros. Восстание машин)
- 1909 – Po piętnastu latach (ros. Через пятнадцать лет)
- 1910:
  - Ostatnie stronice z dziennika kobiety (ros. Последние страницы из дневника женщины)
  - Za siebie czy za inną? (ros. За себя или за другую?)
- 1911 – Jej decyzja (ros. Её решение)
- 1912 – Kwiat płonny (ros. Пустоцвет)
- 1913 – Tylko poranek miłości daje radość (ros. Только утро любви хорошо...)
- 1914 – Miatież maszyn (ros. Мятеж машин)
- Pierwaja mieżdupłanietnaja (ros. Первая междупланетная)
- Obruczenije Daszy (ros. Обручение Даши)

### Publicystyka
- 1899 – Ob iskusstwie (ros. Об искусстве)
- 1909:
  - Kriticzeskaja statja o proizwiedienii A....S....Puszkina "Miednyj wsadnik" (ros. Критическая статья о произведении А....С....Пушкина «Медный всадник»)
  - Ispiepielennyj (ros. Испепеленный)
- 1911 – F.I. Tiutczew. Smysł jego tworczestwa (ros. Ф. И. Тютчев. Смысл его творчества)
- 1912:
  - Priedisłowije k sb. "Sosien pieriezwon" Klujewa (ros. Предисловие к сб. «Сосен перезвон» Клюева)
  - Dalokije i blizkije: stati i zamietki o russkich poetach ot Tiutczewa do naszych dniej (ros. Далёкие и близкие: статьи и заметки о русских поэтах от Тютчева до наших дней) – zbiór esejów
- 1924:
  - Osnowy stichowiedienija (ros. Основы стиховедения)
  - Wozrożdienije fiłatielii (ros. Возрождение филателии)
  - Pis'mo W.Ja. Briusowa F.G. Czuczinu ot 26 janwaria 1924 goda (ros. Письмо В. Я. Брюсова Ф. Г. Чучину от 26 января 1924 года)
- 1927:
  - Iz mojej żyzni. Moja junost'. Pamiati (ros. Из моей жизни. Моя юность. Памяти)
  - Dniewniki (ros. Дневники)
  - Pis'ma W.Ja. Briusowa k P.P. Piercowu (1894–1896) (K istorii ranniego simwolizma) (ros. Письма В. Я. Брюсова к П. П. Перцову (1894–1896) (К истории раннего символизма))
- 1929 – Moj Puszkin (ros. Мой Пушкин)
- Pis'ma Puszkina i k Puszkinu (ros. Письма Пушкина и к Пушкину)
- Puszkin w Krymu (ros. Пушкин в Крыму)
- Snoszenija Puszkina s prawitielstwom (ros. Сношения Пушкина с правительством)
- Licejskije stichi Puszkina (ros. Лицейские стихи Пушкина)
- Puszkin i kriepostnoje prawo (ros. Пушкин и крепостное право)
- Poczemu dołżno izuczat' Puszkina? (ros. Почему должно изучать Пушкина?)
- Wczera, siegodnia i zawtra russkoj poezii (ros. Вчера, сегодня и завтра русской поэзии)
- Sintietika poezii (ros. Синтетика поэзии)